# Антилопа
Антило́па (Antilope) — центральний рід підродини антилопових (Antilopinae) родини бикові (Bovidae).
- див. також: Антилопи (як екоморфологічний тип)

## Таксономія

### Взаємини з іншими родами
За великою кількістю морфологічних ознак класифікація антилопових і місце в ній роду Антилопа виглядають так (Groves, 2000): 
- триба 1: Litocranius
- триба 2: (інші)
  - підтриба 2а: (Saiga + Procapra)
  - підтриба 2б: (Ammodorcas + Antidorcas)
  - підтриба 2в: (Gazella + Eudorcas + Nanger + Antilope)

### Видовий склад
У складі роду — один сучасний вид (з двома підвидами) і один викопний:
- Antilope cervicapra
  - Antilope cervicapra cervicapra
  - Antilope cervicapra rajputanae
- Antilope subtorta†